# Джонсон Джеральд, Пенни
Пе́нни Джо́нсон Дже́ральд (англ. Penny Johnson Jerald, род. 14 марта 1961) — американская актриса.

## Карьера
Пенни Джонсон начала свою карьеру с эпизодических ролей в телесериалах «Ти Джей Хукер» и «Блюз Хилл стрит» в начале восьмидесятых годов. Она появилась в юридическом телесериале «Бумажная волокита» в 1984—1986 годах, а в 1986 году снималась в мыльной опере «Главный госпиталь».
Джонсон добилась известности благодаря роли в комедийном сериале канала HBO «Шоу Ларри Сандерса», где снималась с 1992 по 1998 год, на протяжении всего периода трансляции шоу. Позже она снялась в сериалах «Скорая помощь» (1998—1999) и «Звёздный путь: Глубокий космос 9» (1995—1999). Она также появилась в «Шоу Косби», «Коломбо», «Звёздный путь: Следующее поколение», «Грейс в огне», «Секретные материалы», «Практика», «Закон и порядок», «Морская полиция: Спецотдел», «Кости» и многих других сериалах. Кроме того она появилась в нескольких фильмах, среди которых «Дополнительная смена», «У холмов есть глаза 2», «На что способна любовь», «Молли и Джина» и «Абсолютная власть».
С 2001 по 2004 год Джонсон снималась в сериале «24 часа», где исполняла роль Шерри Палмер. В 2003 году она сыграла роль Кондолизы Райс в телефильме «Округ Колумбия, 11 сентября: Время кризиса», о событиях 11 сентября 2001 года. Кроме этого в последующие годы она снялась в сериалах «Ева», «4400» и «Октоубер Роуд». В 2011 году она присоединилась к актёрскому ансамблю сериала «Касл» в роли Виктории Гейтс, нового капитана участка. Джонсон покинула шоу в конце седьмого сезона, так как продюсеры решили уволить её с целью сокращения бюджета. С 2017 года по настоящее время играет роль доктора Клэр Финн в сериале «Орвилл».

## Личная жизнь
Пенни Джонсон родилась в Балтиморе, штат Мэриленд и обучалась в Джульярдской школе в нью-йоркском Линкольн-центре. Она вышла замуж за джазового музыканта Грэлина Джеральда в 1982 году, у них есть общая дочь.